# Немања Вучић
Немања Вучић (Косовска Митровица, 11. јуна 1996) српски је фудбалер. Висок је 180 центиметар и игра на позицији одбрани.